# Guy Abrahams
Pour les articles homonymes, voir Abrahams.
Guy A. Abrahams (né le 7 mars 1953 au Panama) est un athlète panaméen spécialiste du sprint. Dans les pas de Lloyd LaBeach, il devient le 3e Panaméen à concourir aux Jeux olympiques en athlétisme, et le 2e à parvenir en finale du 100 mètres. Il est également demi-finaliste sur 200 mètres.

## Biographie

### Palmarès
| Date | Compétition                                      | Lieu        | Résultat | Épreuve | Performance |
| ---- | ------------------------------------------------ | ----------- | -------- | ------- | ----------- |
| 1976 | Jeux olympiques d'été                            | Montréal    | 5e       | 100 m   | 10 s 25     |
| 1978 | Jeux d'Amérique centrale et des Caraïbes         | Medellín    | 3e       | 100 m   | 10 s 20     |
| 1978 | Jeux d'Amérique centrale et des Caraïbes         | Medellín    | 3e       | 200 m   | 21 s 15     |
| 1979 | Championnats d'Amérique centrale et des Caraïbes | Guadalajara | 1er      | 100 m   | 10 s 37     |

### Records
| Épreuve | Performance | Lieu     | Date |
| ------- | ----------- | -------- | ---- |
| 100 m   | 10 s 16     |          | 1978 |
| 200 m   | 20 s 72     | Montréal | 1976 |